# Dejan Atanacković
Dejan Atanacković (Beograd, 1969) srpski je likovni umetnik, pisac i  univerzitetski predavač. Atanacković predaje na više univerzitetskih programa u Firenci. Od 1996. realizuje samostalne izložbe i kustoske projekte. Dobitnik je NIN-ove nagrade za 2017. godinu, za svoj prvi roman Luzitanija.

## Biografija
Završio je studije slikarstva na firentinskoj Akademiji lepih umetnosti (Accademia di Belle Arti) 1996. godine, a na istom fakultetu je bio i predavač od 2002. do 2005. godine. Od 2000. predaje multimedijalnu umetnost na američkom univerzitetskom programu SACI u Firenci, gde je 2014. uveo i predmet pod nazivom Body Archives posvećen izučavanju istorije predstavljanja ljudskog tela, u saradnji sa firentinskim Muzejom prirodnih nauka.
Od 2005. do 2010. vodio je program kulturne i didaktičke razmene između Beograda i Firence pod nazivom Outside, u saradnji sa Univerzitetom umetnosti u Beogradu, firentinskom Akademijom lepih umetnosti i Italijanskim Institutom za kulturu, uz podršku Sekretarijata za kulturu Grada Beograda.
Godine 2009. pokrenuo je u Beogradu projekat Drugi pogled, „inicijativu za nove narativne tokove”, projekat posvećen tumačenju grada kroz vizuru „alternativnih vodiča”, pripadnika marginalizovanih grupa, u saradnji sa Muzejom savremene umetnosti.
Atanackovićeve video i audio instalacije, serije fotografija, intervencije u javnom prostoru, predstavljene su na samostalnim i kolektivnim izložbama u Srbiji, Italiji, Kanadi, SAD, Bosni i Hercegovini, Albaniji, Nemačkoj, Meksiku i u drugim državama.
Kolumnista je NIN-a od septembra 2018.

## Odabrani radovi
- Luzitanija (2015)
- Nešto poput ogledala (2014)[10]
- Arhiv (2014—2019)[10]
- Časovi nemačkog (2009—2011)[10][11]
- Golem (2002—2014)[10]
- (1999—2001)[12]

## Književna dela
- Luzitanija, roman, Besna kobila, Beograd (2017)[13]
- Čovek bez jezika i druge priče, pripovetke, Besna kobila, Beograd (2018)[13]

## Spoljašnje veze
- Zvanična stranica
- Dejan Atanacković: Likovni pisac, Danas
- Važno je suočiti se sa politički nesvesnim, Danas
- 'U borbi protiv ljudske gluposti razum i ludilo mogu biti saveznici', Jutarnji list
- Dejan Atanacković: autorov izbor iz dela, RTS
- Migrant je, kao i ludak 19. veka, remetilac društvenih odnosa, Danas
- ISTUMBANA KUTIJA “LUZITANIJE”, Prosvjeta
- Vežbe izopštavanja,